# Kourinsaari
Kourinsaari, nordsamiska: Kovrinsuálui, är en ö i Finland. Den ligger i sjön Enare träsk och i kommunen Enare i den ekonomiska regionen Norra Lappland och landskapet Lappland, i den norra delen av landet, 1 000 km norr om huvudstaden Helsingfors. Öns area är 48,2 hektar och dess största längd är 1,6 kilometer i sydväst-nordöstlig riktning.